# Polaskia
Polaskia es un género de cactus casi árboles que alcanzan 4-5 metros de altura, con dos especies. Ambas presentan características primitivas, pero Polaskia chichipe está más cerca de Myrtillocactus mientras que Polaskia chende está más cerca de Stenocereus. El género se encontró en los estados mexicanos de Puebla y Oaxaca. Es una especie endémica de la región Tehuacán-Cuicatlán. En la zona de Zapotitlán se pueden encontrar individuos de esta especie en los alrededores de Los Reyes Metzontla y de San Luis Atolotitlán. 
Florece durante los meses de abril y mayo. Es una planta columnar ramificada, de hasta 5 m de altura. Crece tanto en pendientes como en planicies, principalmente en suelos calizos y en ocasiones en tierra negra o ligeramente abonada. Sus frutos son preciados por aves y pequeños mamíferos, los que dispersan sus semillas. Sus frutos son consumidos como fruta de tiempo, además de que se utilizan para elaborar aguas frescas, mermeladas y concentrados para raspados. Esta especie es algunas veces cultivada.

## Taxonomía
El género fue descrito por Curt Backeberg y publicado en Blätter für Sukkulentenkunde 1: 4, en 1949.
Polaskia: nombre genérico otorgado en honor del botánico amateur estadounidense Charles Polaski (1898 – 1987).

## Especies
- Polaskia chende - chende, chinoa
- Polaskia chichipe - chichipe, chichibe, chichituna